# Dontuzia psychotriae
Dontuzia psychotriae är en svampart som först beskrevs av Frank Lincoln Stevens, och fick sitt nu gällande namn av L.D. Gómez 1973. Dontuzia psychotriae ingår i släktet Dontuzia, divisionen sporsäcksvampar och riket svampar.   Inga underarter finns listade i Catalogue of Life.